# Niechorze Wielkie
Niechorze Wielkie – zlikwidowany przystanek gryfickiej kolei wąskotorowej w Niechorzu, w województwie zachodniopomorskim, w Polsce. Przystanek nie występuje w rozkładzie jazdy z 1939 roku.